# Thiomočovina
Thiomočovina je organická sloučenina se vzorcem CS(NH2)2. Je strukturně podobná močovině, oproti které má místo kyslíkového atomu síru, jejich vlastnosti jsou však odlišné značně. Thiomočovina se používá jako reaktant v organické syntéze. Jako „thiomočoviny“ se také obecně označují sloučeniny typu (R1R2N)(R3R4N)C=S; thiomočoviny jsou podobné thioamidům (RC(S)NR2), kde R je organická funkční skupina.

Obecný strukturní vzorec thiomočovin

## Struktura
Molekula thiomočoviny je rovinná. Vazba C=S má délku 171 pm a průměrná délka vazeb C-N činí 133 pm.
Zeslabení vazby C-S bond C-N pí vazbou naznačuje menší délka vazby C=S u thiobenzofenonu (163 pm).
Thiomočovina má dva tautomery, přičemž ve vodných roztocích převažuje thionová forma; rovnovážná konstanta Keq je podle výpočtů 0,001 04.
Thiolová forma, také nazývaná isothiomočovina, vytváří deriváty jako jsou například isothiouroniové soli.

## Výroba
Ročně se vyrobí kolem 10 000 tun thiomočoviny. Thiomočovinu lze získat z thiokyanatanu amonného, častěji se ovšem vyrábí reakcí sulfanu s kyanamidem vápenatým za přítomnosti oxidu uhličitého.

## Použití

### Prekurzor thioxosloučenin
Samotná thiomočovina nemá mnoho využití. Nejčastěji se používá jako prekurzor dioxidu thiomočoviny, používaného jako redukční činidlo v textilním průmyslu.

### Hnojivo
Thiomočovina může být použita jako hnojivo, obzvláště v případech environmentálního stresu.

### Ostatní použití
Thiomočovina se také používá na výrobu pryskyřičných zpomalovačů hoření a urychlovačů vulkanizace.
Thiomočovina je také složkou diazopapírů a fotografických papírů citlivých na světlo.
Thiomočovina je také látkou využívanou při některých pokovovacích metodách.
Je základní složkou některých čistidel barevných kovů. Například Aurex ji obsahuje až z 15 %.

## Reakce
Thiomočovina se při zahřátí nad 130 °C mění na thiokyanatan amonný. Při ochlazení dochází k přeměně amonné soli zpět na thiomočovinu.

### Reduční činidlo
Thiomočovina redukuje peroxidy na odpovídající dioly.
Meziproduktem je nestabilní endoperoxid.
Thiomočovinu lze také zapojit do redukční ozonolýzy vytvářející karbonylové sloučeniny.
Při této reakci je možné použít také dimethylsulfid, který je však velmi těkavý (teplota varu 37 °C) a má nepříjemný zápach, zatímco thiomočovina je bez zápachu a netěkavá (díky své polaritě).

### Zdroj sulfidových iontů
Thiomočovina může být použita jako zdroj sulfidových iontů, například při přeměně halogenalkanů na thioly. Reakce využívá vysokou nukleofilitu sirného centra a snadné hydrolýzy izothiouroniové soli:
CS(NH2)2 + RX → RSC(NH2) +
2 X−
RSC(NH2) +
2 X− + 2 NaOH → RSNa + OC(NH2)2 + NaX + H2O
RSNa + HCl → RSH + NaCl
V následujícím případě vzniká z 1,2-dibromethanu ethan-1,2-dithiol:
C2H4Br2 + 2 SC(NH2)2 → [C2H4(SC(NH2)2)2]Br2
[C2H4(SC(NH2)2)2]Br2 + 2 KOH → C2H4(SH)2 + 2 OC(NH2)2 + 2 KBr
Podobně jako ostatní thioamidy může být thiomočovina použita jako zdroj sulfidových iontů pomocí reakce s kovovými ionty; například její reakcí s rtuťnatými solemi se tvoří sulfid rtuťnatý:
Hg2+ + SC(NH2)2 + H2O → HgS + OC(NH2)2 + 2 H+
Tyto sulfidační reakce, tedy přípravy sulfidů kovů, vyžadují vodní prostředí a obvykle také zahřívání reakční směsi.

#### Příprava heterocyklů
Thiomočoviny jsou stavebními prvky pyrimidinových derivátů. Kondenzují s β-dikarbonylovými sloučeninami. Aminová skupina thiomočoviny kondenzuje s karbonylem, poté dochází k cyklizaci a tautomerizaci. Desulfurizací se poté vytváří pyrimidin.
Podobně lze připravit aminothiazoly reakcemi thiomočoviny s α-haloketony.
Z thiomočoviny se vyrábí léčiva kyselina thiobarbiturová a sulfathiazol. 4-Amino-3-hydrazino-5-merkapto-1,2,4-triazol se vyrábí reakcí thiomočoviny s hydrazinem.

### Kurnakovova reakce
Thiomočovina je reaktantem při Kurnakovově reakci používané k odlišení cis- a trans- izomerů některých rovinných komplexů platiny. Objevil ji Nikolaj Kurnakov v roce 1893 a stále se používá.